# State of Origin 2023
Navigation
Édition précédente Édition suivante
Le State of Origin 2023 est la quarante-deuxième édition du State of Origin, qui se déroule du 31 mai 2023 au 12 juillet 2023 avec trois matchs de rugby à XIII à l'Adelaide Oval (Adelaide), le Suncorp Stadium (Brisbane (Perth) et l'Accor Stadium (Sydney).

## Déroulement de l'épreuve

### Première rencontre
(mt : 10 - 6)
Points marqués : 
- Queensland : 5 essais de Tabuai-Fidow (7e et 73e), Cobbo (10e et 56e) et Munster (76e) ; 3 transformations d'Holmes (9e, 58e et 74e) ; 1 carton jaune de Flegler (68e)
- Nouvelle-Galles du Sud : 3 essais de Martin (31e), Koroisau (43e) et Crichton (66e) ; 3 transformations de Cleary (32e, 45e et 67e).

Évolution du score :
Homme du match :  Reuben Cotter
Arbitre : Ashley Klein
Spectateurs : 48 613

### Deuxième rencontre
(mt : 10 - 0)
Points marqués : 
- Queensland : 6 essais d'Holmes (8e et 42e), Taulagi (33e), Tabuai-Fidow (50e), Coates (64e) et Nanai (73e) ; 4 transformations d'Holmes (34e, 44e, 65e et 75e) ; 1 carton rouge de Walsh (79e)
- Nouvelle-Galles du Sud : 1 essai de Cook (57e) ; 1 transformation de Crichton (57e) ; 1 carton jaune d'Addo-Carr (79e) ; 1 carton rouge de Luai (79e).

Évolution du score :
Homme du match :  Lindsay Collins
Arbitre : Ashley Klein
Spectateurs : 52 433

### Troisième rencontre
(mt : 18 - 10)
Points marqués : 
- Nouvelle-Galles du Sud : 4 essais de To'o (14e), Addo-Carr (20e) et Best (23e et 64e) ; 2 transformations de Crichton (24e et 66e)  ; 2 pénalités de Crichton (18e et 39e).
- Queensland : 2 essais de Fifita (8e et 42e), Taulagi (33e), Tabuai-Fidow (50e) et Tabuai-Fidow (35e) ; 1 transformation d'Holmes (12e)

Évolution du score :
Homme du match :  Cody Walker
Arbitre : Ashley Klein
Spectateurs : 75 342

## Médias
Les droits télévisuels appartiennent à Channel Nine en Australie, Sky Sports en Nouvelle-Zélande, BeIN Sport en France, Premier Sport au Royaume-Uni, Fox Soccer aux États-Unis, Sportsnet World au Canada.
La presse australienne, notamment le mensuel Rugby League Review, suit particulièrement l’évènement; suivie en cela par la presse britannique, en particulier par l'hebdomadaire Rugby Leaguer  & League Express.
Si l'évènement semble encore peu couvert par la presse généraliste française et la presse française sportive, il commence à donner lieu à une certaine couverture de Midi Olympique.